# Rolabogan
Rolabogan war eine argentinische Rockband, die 2006 unter anderem von den Rebelde-Way-Schauspielern Piru Sáez, Jorge Maggio und Belén Scalella in Buenos Aires gegründet wurde. Weitere Mitglieder der Band waren Francisco Bass und María Fernanda Neil.

## Geschichte
Die Band wurde 2006 von den Schauspielern Belén Scalella, Piru Sáez, María Fernanda Neil, Jorge Maggio und Francisco Bass während der Dreharbeiten zur Serie El Refugio (de los Sueños) gegründet. Alle Mitglieder spielten in der Serie Rebelde Way, wo auch Felipe Colombo, Camila Bordonaba, Luisana Lopilato und Benjamín Rojas – Mitglieder der in mehreren Kontinenten erfolgreichen Band Erreway – mitgespielt haben, wodurch man zwischen 2002 und 2004 mehrere Erfahrungen im musikalischen Bereich sammeln konnte. Sie spielten nicht nur in der Serie, sondern auch in mehreren Musikvideos der Band Erreway mit.
Die Band veröffentlichte gleich im Gründungsjahr ihr Debütalbum, das ebenfalls Rolabogan heißt, sowie die Single-Auskopplungen Bailo, Motivos, No Voy a Parar und Cada Puesta de Sol bei dem Label Sony BMG Argentina. Die Band ist offiziell nicht aufgelöst, jedoch veröffentlichte die Band keine weiteren Alben mehr.

## Stil
Rolabogan spielte Rockmusik, mit Elementen aus der Popmusik und dem Latin Pop.

## Diskografie

### Singles
- 2006: Bailo (Sony BMG)
- 2006: Motivos (Sony BMG)
- 2006: No Voy a Parar (Sony BMG)
- 2006: Cada Puesta de Sol (Sony BMG)

### Alben
- 2006: Rolabogan (Sony BMG)